# Marwan Mohsen
Marwan Mohsen Fahmy Tharwat Gameldin Mahmoud Fahmy est un footballeur égyptien, né le 26 février 1989. Il joue au poste d'attaquant.

## Carrière
Après avoir impressionné en deuxième division égyptienne, Marwan signe pour le club de première division égyptienne du Petrojet Football Club.
Peu à peu il obtient une place dans la sélection olympique de Hany Ramzy.
Au début du mois de juin 2012, l'entraîneur de Petrojet affirme avoir repoussé deux offres des géants égyptiens (le Zamalek et Al Ahly SC) et qu'il se rendra en Europe pour discuter avec plusieurs grands clubs.
Il fait partie de la liste des 23 joueurs égyptiens sélectionnés pour disputer la Coupe du monde de 2018 en Russie.

### Palmarès
Égypte
- Coupe d'Afrique des nations
  - Finaliste 2017

- Championnat d'Égypte : 2017 et 2018